# Mieczysław Gogacz
Mieczysław Gogacz (ur. 17 listopada 1926 w Nadrożu koło Rypina, zm. 13 września 2022 w Warszawie) – profesor filozofii, przedstawiciel tomizmu, w którym reprezentował nurt oczyszczania myśli św. Tomasza z arystotelizmu oraz neoplatonizmu. Ponadto zajmował się historią filozofii średniowiecznej, zagadnieniami ontycznymi, teorią poznania, estetyki, pedagogiki, teorii kultury, mistyki i życia religijnego. Honorowy Obywatel Miasta Rypina.

## Życiorys
Studiował na Katolickim Uniwersytecie Lubelskim. Ukończył również w 1957 r. Cours de Civilisation Francaise w Sorbonie oraz w 1958 r. Pontifical Institute of Mediaeval Studies w Toronto w Kanadzie. Początkowo związany zawodowo z Katolickim Uniwersytetem Lubelskim, później z Akademią Teologii Katolickiej, gdzie był w latach 1967–1997 kierownikiem Katedry Historii Filozofii Starożytnej i Średniowiecznej oraz Uniwersytetem Kardynała Stefana Wyszyńskiego w Warszawie (który powstał na bazie Akademii Teologii Katolickiej), gdzie pracował w Katedrze Historii Filozofii. Wykładał również na Uniwersytecie Warszawskim, w warszawskiej Akademii Medycznej i w Wojskowej Akademii Technicznej.
Członek wielu towarzystw i organizacji naukowych, m.in. Towarzystwa Naukowego Katolickiego Uniwersytetu Lubelskiego, Polskiego Towarzystwa Filozoficznego, Société Internationale pour l'Étude de la Philosophie Médiévale, Societa Tommaso d'Aquino, The American Catholic Philosophical Association. Członek Klubu Zachowawczo-Monarchistycznego. Współzałożyciel Naukowego Towarzystwa Tomistycznego. Autor kilkudziesięciu książek oraz kilkuset artykułów o tematyce filozoficznej, pedagogicznej i teologicznej.

## Publikacje książkowe
- Filozofia bytu w „Beniamin Major” Ryszarda ze Świętego Wiktora (1957)
- Problem istnienia Boga u Anzelma z Canterbury i problem prawdy u Henryka z Gandawy (1961),
- On ma wzrastać (1965),
- Obrona intelektu (1969),
- Ważniejsze zagadnienia metafizyki (1973),
- Wokół problemu osoby (1974),
- Błędy brata Ryszarda (1975),
- Poszukiwanie Boga (1976),
- Filozoficzne aspekty mistyki (1985),
- Szkice o kulturze (1985),
- Człowiek i jego relacje. Materiały do filozofii człowieka (1985),
- Filozoficzne aspekty mistyki. Materiały do filozofii mistyki (1985),
- Ciemna noc miłości (1985),
- Modlitwa i mistyka (1987),
- Elementarz metafizyki (19871, 20084),
- Mądrość buduje państwo(1993),
- Wprowadzenie do etyki (1993),
- Platonizm i arystotelizm. Dwie drogi do metafizyki, Wydawnictwa Akademii Teologii Katolickiej, Warszawa 1996,
- Osoba zadaniem pedagogiki. Wykłady bydgoskie (1997).

## Odznaczenia
- papieska Komandoria z Gwiazdą św. Sylwestra (1996)
- nagroda im. ks. Czesława Lissowskiego